# Чирва, Чикоти
Чикоти Чирва (англ. Chikoti Chirwa; род. 9 марта 1992, Мзузу) — малавийский футболист, полузащитник клуба «Ред Лайонс» и национальной сборной Малави.

## Клубная карьера
Начал карьеру в 2012 году в составе клуба «Ред Лайонс». В 2019 году играл за «Камузу Барракс», после чего вернулся в «Ред Лайонс».

## Карьера в сборной
В составе национальной сборной Малави дебютировал 29 марта 2015 года в товарищеском матче против Танзании (1:1). Принимал участие в двух отборочных турнирах к Кубку африканских наций, трёх Кубках КЕСАФА и одной квалификации на чемпионат мира. Участник Кубка африканских наций 2021 года в Камеруне. По состоянию на январь 2022 года провёл за сборную 26 официальных игр, отличившись 2 забитыми голами.